# Fridolf Jonsson
Oscar Fridolf Jonsson, född 21 januari 1890 i Örgryte församling, död 7 juli 1962 i Lerum, var en svensk fotbollsspelare som spelade för Göteborgsklubben Gais.
Jonsson var en liten, späd tekniker som hade en enorm förmåga att hitta motståndarnas mål. Oturligt nog var han som bäst under slutet av 1910-talet, då hela Europa led under första världskriget, samtidigt som fotbollen ännu inte hade slagit igenom i Sverige. Han var dock med i det Gaislag som vann SM-guld 1919 och 1922 och svenska serien 1922/1923. Sammanlagt spelade han 46 matcher och gjorde 12 mål mellan 1915 och 1924.
Bland Jonssons främsta matcher märks den match då en Göteborgskombination 1913 slog Ålborgs stadslag med 11–2 och Jonsson gjorde hela åtta mål, och en match mellan Gais och Jönköpings IS i västsvenska serien 1916, då Gais vann med 17–0 och Jonsson gjorde ofattbara nio mål.
Jonsson gjorde en A-landskamp. Han är begravd på Lerums Västra kyrkogård.